# Hydroxyzin
Hydroxyzin (Handelsnamen: u. a. Atarax und Vistaril; Hersteller: UCB) wird zur Angstlösung bei psychischen und körperlichen Erkrankungen, zur Behandlung von Spannungszuständen, emotionaler und gedanklicher Unruhe sowie bei Ein- und Durchschlafstörungen eingesetzt. Es ist ein Arzneistoff aus der Gruppe der Histamin-H1-Antagonisten der ersten Generation und kann daher auch bei starkem Juckreiz als Symptom verschiedener Hauterkrankungen verordnet werden, sofern gleichzeitig ein stark sedierender, psychotroper Effekt erwünscht ist.

## Anwendungsgebiete
- Angstzustände im Rahmen psychischer und anderer Erkrankungen
- Erwartungsängste z. B. vor Operationen oder Untersuchungen
- Erregungs- und Spannungszustände
- Schlafstörungen
- Schwere allergische Erkrankungen wie z. B. Nesselausschlag (Urticaria) und Neurodermitis

In klinischen Studien zeigte der Wirkstoff zudem eine ausgeprägt ordnende Wirkung auf gestörte Denkmuster im Rahmen von psychischen Störungen.

## Wirkungsweise
Der Arzneistoff Hydroxyzin beeinflusst als klinisch wirksamer Antagonist die Botenstoffsysteme Histamin H1, 5-HT2A-Rezeptoren, Dopamin D1/D2 und die α1-Adrenozeptoren im Gehirn und im übrigen Körper. Dadurch wirkt er ausgeprägt angstlösend, beruhigend (auf das Gefühlsleben und das Denken) sowie sedierend. Hydroxyzin wurde früher auch als Arzneimittel zur sogenannten Prämedikation vor chirurgischen Eingriffen verwendet. Klinische Studien nach der Markteinführung in den 1950er Jahren wiesen neben einer starken angstlösenden Wirkung auch deutliche antipsychotische und Denkstörungen sowie Zwangserkrankungen positiv beeinflussende Wirkungen nach. Aufgrund der zeitgleichen Einführung der typischen Neuroleptika kam es jedoch nie zu einem Zulassungsantrag für diese Indikationen.
Darüber hinaus zeigt der Wirkstoff sowohl übelkeitsvermindernde Eigenschaften als auch, durch eine Blockade der Histamin-H1-Rezeptoren, eine ausgeprägte juckreizlindernde Wirkung.
Hydroxyzin wirkt zudem in hohen Konzentrationen als FIASMA (funktioneller Hemmer der sauren Sphingomyelinase).

## Abbau
Der Wirkstoff wird durch Alkohol-Dehydrogenase und CYP3A4/5 hauptsächlich zu Cetirizin metabolisiert. Die gleichzeitige Einnahme von Stoffen, die hemmend auf diese Enzyme wirken führt zu einer signifikanten Erhöhung der Plasmakonzentration von Hydroxyzin.

## Risiken und Toxizität
Die Plazentaschranke überwindet der Wirkstoff problemlos und führt dann im Fötus zu einer höheren Wirkstoffkonzentration als bei der Mutter. Es wurden keine Tierversuche bezüglich der Kanzerogenität durchgeführt, aber bezüglich der Fruchtschädigung. Bei Kaninchen und Ratten traten ab bestimmten Dosen Missbildungen von Föten und fötale Aborte auf.  Bei Dosen von 1,5–2,5 g Hydroxyzin tritt bei Erwachsenen eine mäßig schwere Intoxikation auf.

## Handelsnamen
Monopräparate
AH 3 (D), Atarax (D, A, CH)